# توم فاركوهارسون (تنس)
توم فاركوهارسون (بالإنجليزية: Tom Farquharson)‏ مواليد 12 فبراير 1992، هو لاعب كرة مضرب بريطاني ويحتل حالياً المرتبة 658 (20 أبريل 2015) في تصنيف رابطة محترفي كرة المضرب. أعلى تصنيف له في الفردي كان 429. أعلى تصنيف له في الزوجي كان 1648.

## روابط خارجية
- توم فاركوهارسون على موقع رابطة محترفي التنس (الإنجليزية)
- توم فاركوهارسون على موقع الاتحاد الدولي لكرة المضرب (الإنجليزية)
- توم فاركوهارسون على موقع خلاصة التنس.كوم (الإنجليزية)
- توم فاركوهارسون على موقع إي إس بي إن.كوم (الإنجليزية)